# Torre-Fuerte de la Candaira
La Torre-Fuerte de la Candaira (en gallego: torre da Candaira) es un castillo situado en el lugar de A Candaira, en el municipio de O Saviñao (provincia de Lugo, España). Esta edificación está considerada desde el año 1994 como un Bien de Interés Cultural dentro del catálogo de monumentos del patrimonio histórico de España.
Es una edificación que data del siglo XII, con planta cuadrada de 9,81 por 9,94 metros; consta de cuatro plantas, en la última están las almenas. Fue propietario de la torre Francisco de Garza de Quiroga Taboada y Álvarez de Castro, señor de Tor. En la actualidad es su propietario un descendiente suyo, Álvaro Taboada de Zúñiga y Romero.

## Características
El estudio de los elementos conservados denota un estilo románico tardío, que se desarrolló a partir de la segunda mitad del siglo XII, por el cual se puede afirmar que se trata de uno de los ejemplares más antiguos de arquitectura civil conservados en Galicia.
Construida con sillares de granito, en la actualidad solo se conserva una torre de planta cuadrada de 9,8 por 9,9 metros de lado y unos 12 metros de altura. Se dividía en 3 plantas y se accedía a su interior a través de una puerta abierta en el muro este, a tan sólo 0,8 metros de distancia del suelo. En el mismo nivel que la puerta, se abre en la fachada oeste una pequeña aspillera románica.
En la cara sur se abre otra puerta, en el segundo piso, a una altura de unos 4 metros. La puerta se compone de un dintel con un tímpano de un solo bloque apoyado sobre ménsulas y rodeado de un arco de descarga ligeramente apuntado.
En el tercer piso se abren grandes vados en los lados este y oeste y una nueva puerta en el norte. En la fachada este de la torre se conservan varios escudos de armas.
En la parte más alta no conserva las antiguas almenas, presentando otras actuales fruto de una reforma reciente, ya que en las fotos más antiguas conservadas no aparecen.
Según el análisis del monumento hecho por Julio Fernández Pintos, su diseño y localización en un terreno de pronunciada ladera hace que no sea plausible que se tratara de una torre defensiva aislada, ni de una torre del homenaje de una fortificación más grande, como defienden otros autores. Dando por válida su antigüedad (siglo XII), el autor propone la hipótesis de que se trata de una torre defensiva que formaba parte de una casa palaciega, constituyendo tal vez el extremo oeste de una Casa Fuerte.